# کارآگاه شبح
کارآگاه شبح (انگلیسی: Phantom Detective; کره‌ای: 탐정 홍길동: 사라진 마을) یک فیلم نئو-نوآر اکشن دلهره‌آور به کارگردانی و نویسندگی جو سونگ هی است. این فیلم در کره جنوبی در ۴ مه ۲۰۱۶ منتشر شد. کارآگاه شبح در ایالات متحده و کانادا در ۲۰ مه ۲۰۱۶ منتشر شد.